# Machaeranthera
Machaeranthera là một chi thực vật có hoa trong họ Cúc (Asteraceae).

## Loài
Chi Machaeranthera gồm các loài: